# Lebadea ismene
Lebadea ismene är en fjärilsart som beskrevs av Doubleday 1848. Lebadea ismene ingår i släktet Lebadea och familjen praktfjärilar. Inga underarter finns listade i Catalogue of Life.